# Tesla (együttes)
A Tesla amerikai hard-rock/heavy metal zenekar. Jelenlegi tagok: Jeff Keith, Frank Hannon, Brian Wheat, Troy Luccketta és Dave Rude. Volt tagok: Tommy Skeoch. 1981-ben alakultak meg a kaliforniai Sacramento-ban. 1981-től 1982-ig Earthshaker volt a nevük, 1982-től 1986-ig pedig a City Kidd nevet viselték. Ezt ezután Teslára változtatták, amit a jól ismert tudósról, Nikola Tesláról kaptak. A "Cumin' Atcha Live" című számuk megjelent a 2002-es Grand Theft Auto: Vice City videójátékban is.

## Diszkográfia/Stúdióalbumok
- Mechanical Resonance (1986)
- The Great Radio Controversy (1989)
- Psychotic Supper (1991)
- Bust a Nut (1994)
- Into the Now (2004)
- Forever More (2008)
- Twisted Wires and the Acoustic Sessions (2011)
- Simplicity (2014)
- Shock (2019)[1]